# Nitocrella botosaneanui
Nitocrella botosaneanui is een eenoogkreeftjessoort uit de familie van de Ameiridae. De wetenschappelijke naam van de soort is voor het eerst geldig gepubliceerd in 1973 door Petkovski.